# 野獸特警
《野獸特警》（英語：Rampart）是一部2011年的美國電影，由歐林·穆佛曼執導，穆佛曼和詹姆士·艾洛伊共同編劇，主演是活地·夏里遜、冰塊酷巴、尼德·巴帝、安·海契、史提夫·布斯美和薛歌妮·韋花。本片設定在1990年代末蘭帕特分局醜聞的餘波之中，當時腐敗的洛杉磯警察局警察Dave Brown（活地·夏里遜 飾演）被迫要面對後果。本片於2011年9月10日在多倫多國際電影節上首映，2012年2月10日在美國公映。

## 演員
- 活地·夏里遜 飾 David Douglas "Dave" Brown
- 尼德·巴帝（英语：Ned Beatty） 飾 Hartshorn
- 賓·科士打 飾 "General" Terry
- 安·海契 飾 Catherine
- 冰塊酷巴 飾 Kyle Timkins
- 仙菲亞·歷遜 飾 Barbara
- 薛歌妮·韋花 飾 Joan Confrey
- 羅冰·活麗 飾 Linda Fentress
- 史提夫·布斯美 飾 Bill Blago
- 貝兒·娜森 飾 Helen
- 唐·克利奇（英语：Don Creech） 飾 Head Shark Lawyer
- 強·柏恩瑟 飾 Dan Morone
- 喬恩·福斯特（英语：Jon Foster） 飾 Michael Whitaker
- 羅勃·威斯頓（英语：Robert Wisdom） 飾 Captain
- 奧黛莉·麥唐娜 飾 Sarah

## 外部連結
- 互联网电影数据库（IMDb）上《Rampart》的资料（英文）
- 爛番茄上《Rampart》的資料（英文）
- AllMovie上《Rampart》的资料（英文）
- Rampart movie trailers （页面存档备份，存于）